# Меє (Нідерланди)
Меє (нід. Meije) — село в нідерландській провінції Південна Голландія. Входить до муніципалітету Бодегравен-Реувейк. Невелика його частина відноситься до території муніципалітету Вурден провінції Утрехт.
Його площа становить 7,78 км², а населення станом на 2008 рік складало 405 осіб.

## Галерея

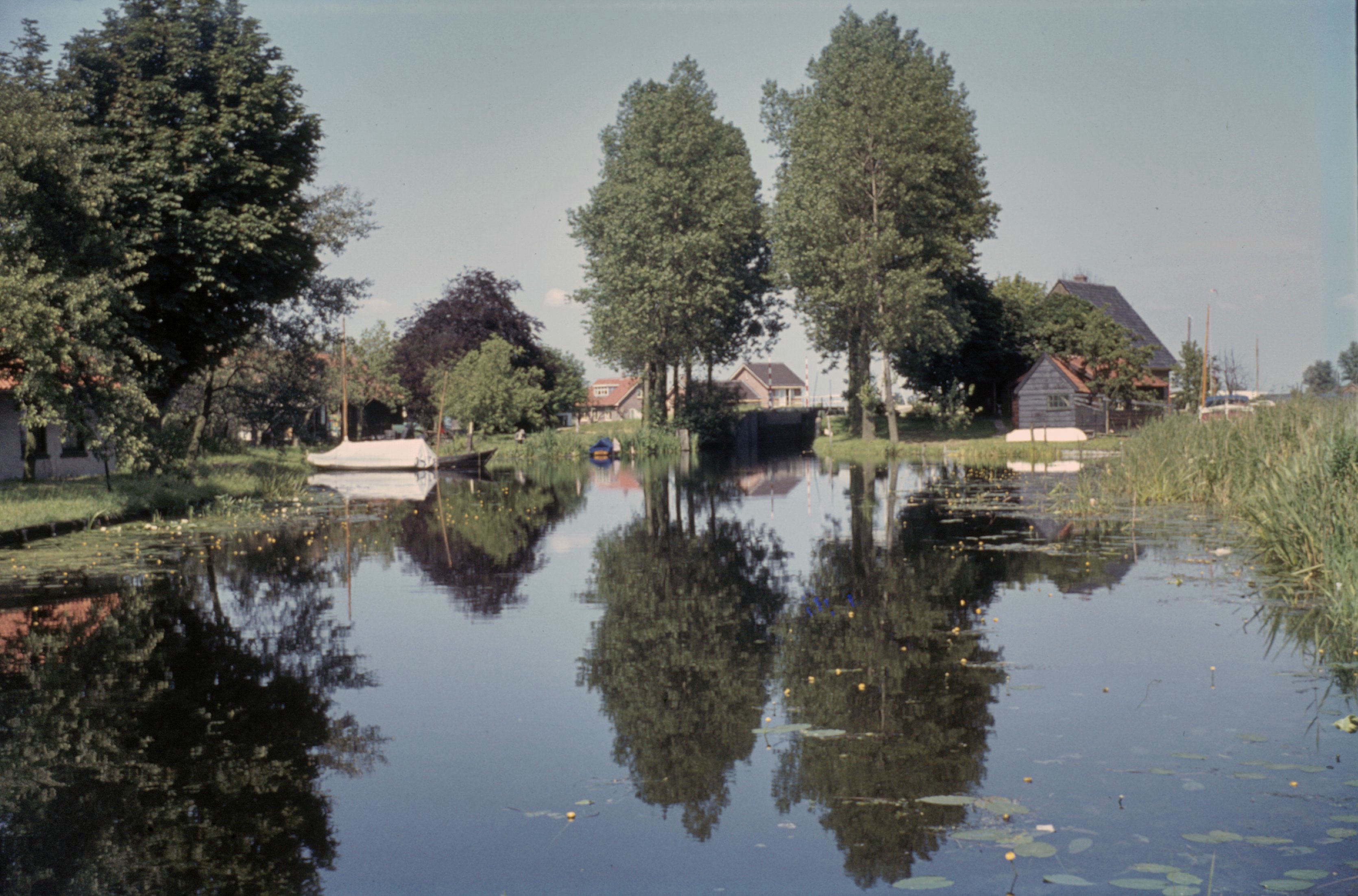
Шлюз у селі
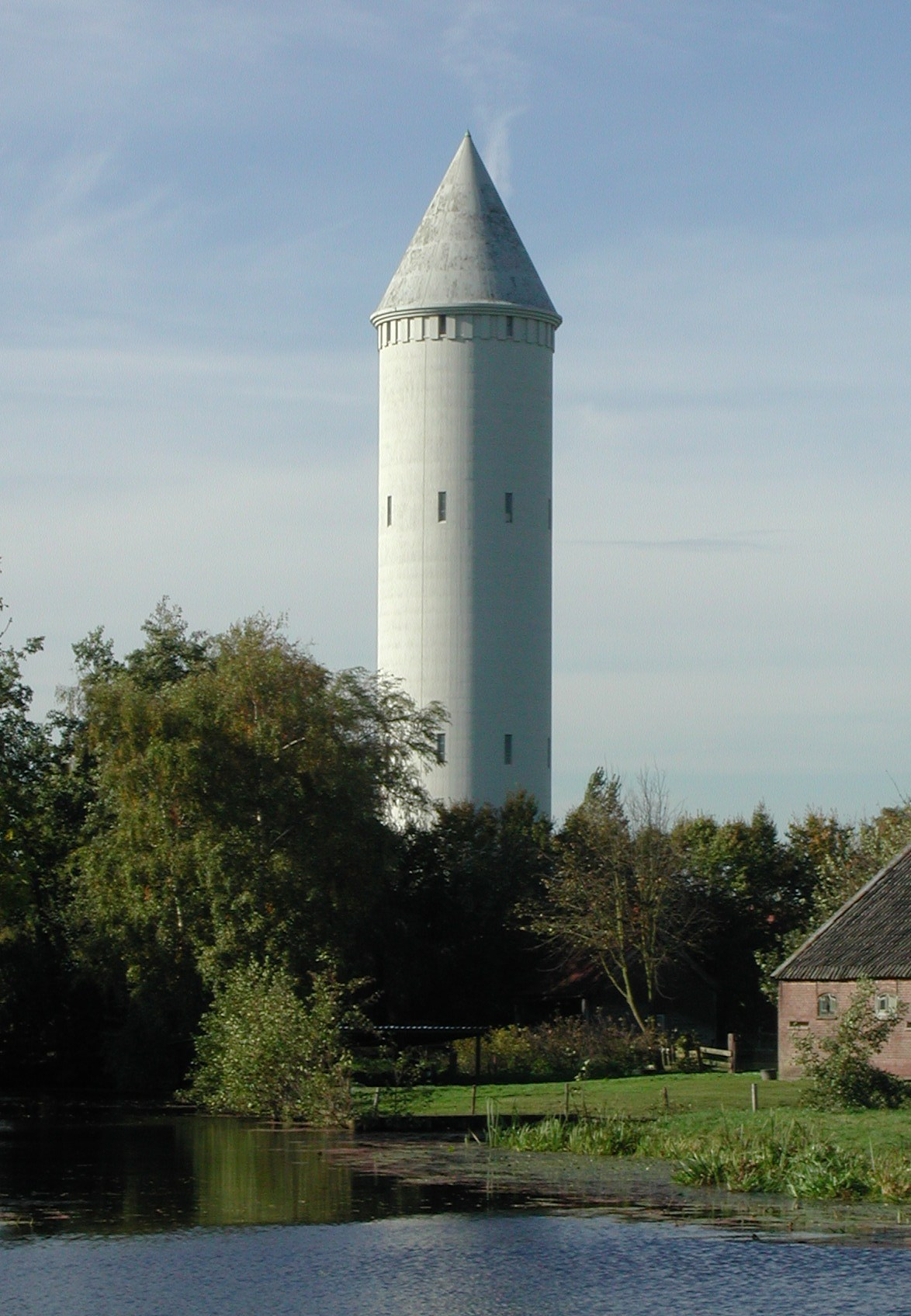
Водонапірна вежа
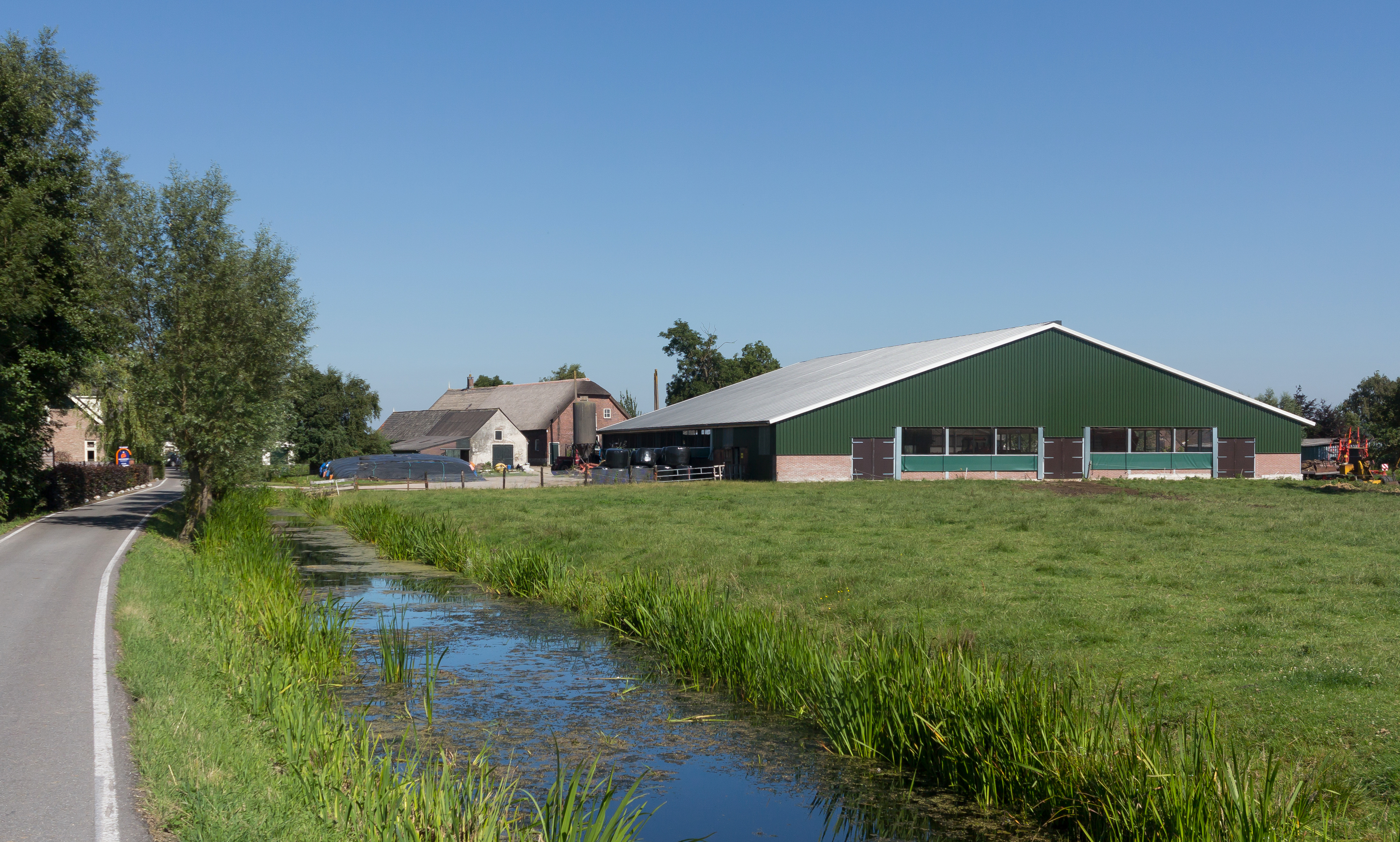
Ферма у Меє
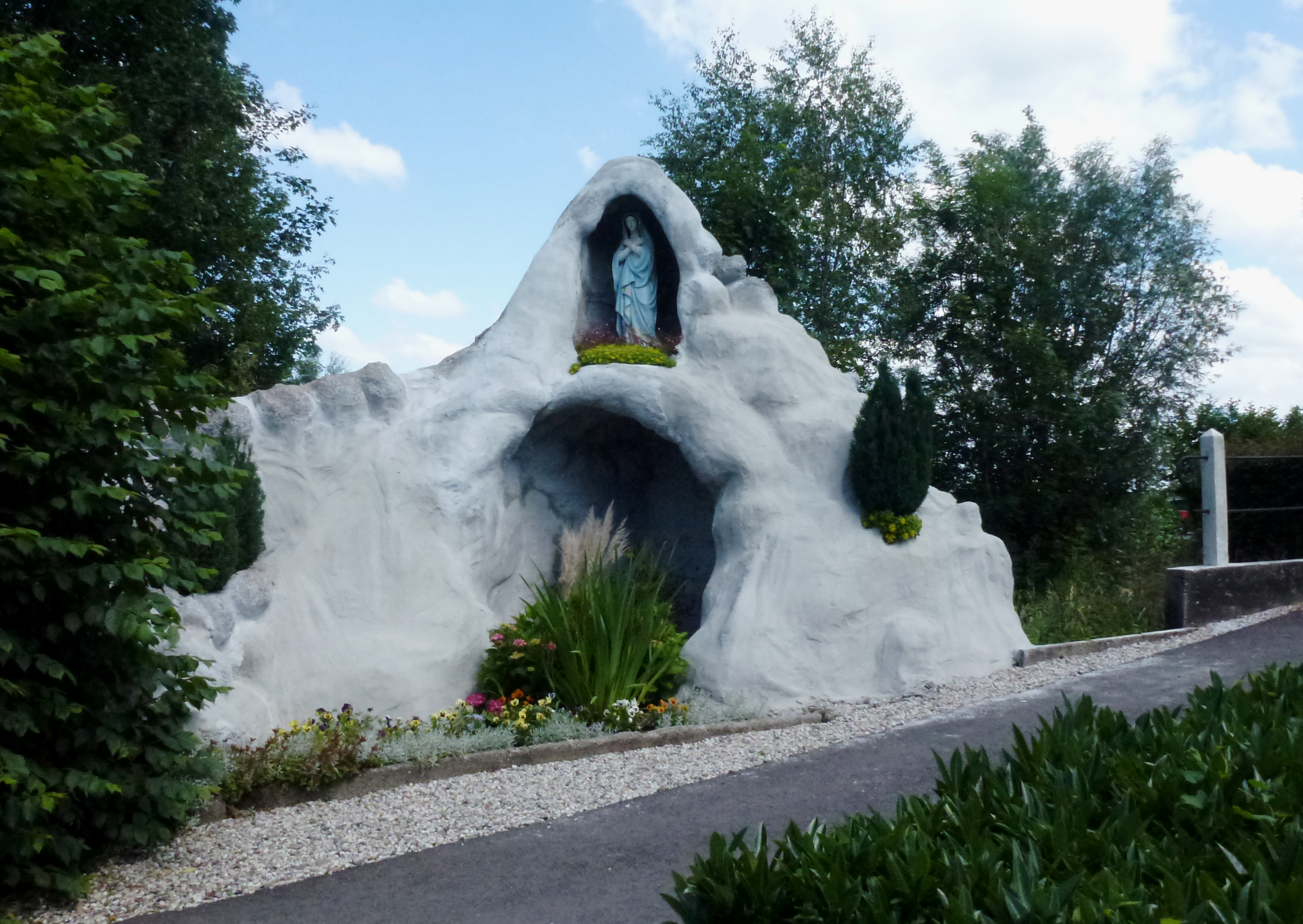
Каплиця Марії